# Спартак (спортивное общество)
«Спарта́к» — крупнейшее в СССР всесоюзное добровольное спортивное общество (ДСО) профсоюзов.

## Названия
- 1935 — Добровольное Спортивное Общество Промкооперации «Спартак»
- 1960 — Добровольное Спортивное Общество «Спартак» (Профсоюзы)
- 1991 — Российское физкультурно-спортивное общество «Спартак» (РФСО «Спартак»)
- 1991 — «Международное физкультурно-спортивное общество „Спартак“» (МФСО «Спартак»)
- 1996 — «Международное физкультурно-спортивное общество „Спартак“ имени Н. П. Старостина»

## История

### Предыстория
1925 год — появление физкультурных кружков артелей Промысловой кооперации.
После революции была поставлена цель создать единую систему гимнастики, которая распространялась бы на весь СССР и была под контролем государства. Первым осуществить эту задачу попыталось общество «Спартак», создав «пролетарскую физкультуру „Спартака“», целью которой было «достичь максимума жизненности и производительности человеческой машины». Основана на французской системе Эбера.

### История
Осенью 1933 года появилась идея создания добровольного спортивного общества на основе физкультурных кружков Промысловой кооперации. 22 сентября 1934 года было объявлено о создании добровольного спортивного общества «Спартак» по типу существовавшего «Динамо», которое смогло бы объединить всех физкультурников, работающих на предприятиях Промысловой Кооперации. Инициатором создания добровольного спортивного общества на основе физкультурных кружков Промысловой кооперации, является А. В. Косарев. Также он является автором названия общества «Спартак». Вместе с Н. П. Старостиным (спортивный организатор) и И. Е. Павловым (директор Промысловой кооперации) занимался созданием «Спартака».
28 января 1935 года — утверждение устава общества. Устав утверждал президиум Всесоюзного Совета Промкооперации.
1 февраля 1935 года — создание Всесоюзного добровольного спортивного общества Промкооперации «Спартак».
19 апреля 1935 года — комитет Всесоюзного совета физической культуры (ВСФК) утвердил устав нового общества «Спартак». Вторым председателем общества был избран председатель Всероссийского союза Промысловой кооперации Казимир Васильевич Василевский, вторым председателем общества был избран член президиума ВСФК Семён Львович Привис. Ответственным секретарём — Н. Н. Матросов. Николай Петрович Старостин занял пост ответственного секретаря Московского городского совета «Спартака», а секретариат возглавил С. В. Руднев.
22 июля 1937 года за заслуги в развитии физкультуры и спорта в СССР общество «Спартак» награждено орденом Ленина.
Так как Промысловая кооперация не относилась к ведомствам, как «Динамо» (НКВД), ЦСКА (РККА), а также не относилась к профсоюзам, как «Зенит» (Профсоюз оборонной промышленности), «Локомотив» (Профсоюз железнодорожников), «Торпедо» (Профсоюз автозаводцев). «Спартак» стали поддерживать обычные люди, так «Спартак» стали называть «народной командой».
В 1960 году, после ликвидации Промысловой кооперации, «Спартак» был реорганизован в «Добровольное спортивное общество профсоюзов». После чего «Спартак» стал поддерживаться рабочим профсоюзом.
Общество объединяло работников государственной торговли, промкооперации, лёгкой и пищевой промышленности, гражданской авиации, автотранспорта, просвещения, культуры, здравоохранения.
К 1975 году в обществе «Спартак» насчитывалось более 40 видов спорта.
В 1987 году общество «Спартак» было упразднено, а имущество общества — 238 стадионов, 89 бассейнов, около 1,8 тысячи спортивных залов, более 1,3 тысячи футбольных полей, 2,6 тысячи оздоровительно-спортивных лагерей, домов охотника и рыболова, 264 детско-юношеские спортивные школы, 73 специализированные спортивные школы, было передано непосредственно в ведение профсоюзов.
В 1991 году были учреждены общественные организации — «Российское физкультурно-спортивное общество „Спартак“» (РФСО «Спартак») и «Международное физкультурно-спортивное общество „Спартак“ имени Н. П. Старостина».
На территории Российской Федерации физкультурно-спортивную деятельность осуществляет Российское физкультурно-спортивное общество «Спартак» (РФСО «Спартак»), председатель — Андрей Александрович Слушаев.
…Рассказывают, когда обсуждалось название, руководители долго не могли прийти к единому мнению. И тут взгляд Старостина случайно упал на лежавшую на столе книгу итальянца Рафаэлло Джованьоли — «Спартак», весьма популярную на заре Советской власти. Предложение назвать клуб в честь предводителя восстания устроило всех, ибо, с одной стороны, отдавало античной героикой, а с другой — было вполне идеологически выдержанным. Вскоре Старостин сам набросал и логотип — красно-белый ромбик с перечёркнутой буквой С. Правда, белая полоска внутри красного ромба шла тогда по другой диагонали, нежели сейчас. Более привычный нам вид эмблема обрела в 1949 году

## Председатели ЦС
- Казимир Василевский
- Семён Привис
- Геннадий Михальчук
- Пётр Соболев
- Евгений Архипов
- Владимир Векшин
- Пётр Болотников
- Николай Озеров
- Анна Алёшина
- Евгений Ловчев

## Известные члены (по одному на спорт)
- Нелли Ким
- Владимир Голубничий
- Александр Белов
- Анатолий Алябьев
- Борис Лагутин
- Гарри Каспаров
- Николай Зимятов
- Марина Климова
- Николай Старостин
- Татьяна Глущенко
- Александр Якушев
- Виталий Абалаков
- Клара Гусева
- Елена Дементьева

## Спортивные клубы
Название «Спартак» сохранили многие спортивные клубы, входившие ранее в структуру всесоюзного общества:

### Футбольные клубы
в Премьер-лиге (высший дивизион):
- «Спартак» (Москва)

в Молодежном первенстве России:
- «Спартак» (Москва)

- «Спартак-2» (Москва)

### Хоккейные клубы
В Континентальной хоккейной лиге:
- «Спартак» (Москва)

В Молодёжной хоккейной лиге:
- «Спартак» (Москва)

### Регби
- «Спартак» (Москва)
- ЖРК «Спартак» (Москва)

### Баскетбольные клубы
- «Спартак» (Москва)
- «Спартак» (Москва) — существовал с 1937 по 2011

### Хоккей с мячом
- «Спартак» (Москва) — существовал с 1922 по 1961

### Пляжный футбол
в Чемпионате России по пляжному футболу:
- «Спартак» (Москва)

### Футзал
- «Спартак» (Москва) — существовал с 1992 по 2022